# Irina Press
Irina Natanovna Press (Kharkov, 10 de março de 1939 - Moscou, 21 de fevereiro de 2004) foi uma atleta da União Soviética, vencedora de duas medalhas de ouro olímpicas e multirecordista mundial dos 80m c/ barreiras e do pentatlo.
Nascida na atual Ucrânia, soviética judia que sobreviveu à invasão e à ocupação nazista na URSS e às quatro batalhas travadas entre a Wehrmacht e o Exército Vermelho pelo controle da Kharkov entre 1941 e 1943, junto com sua irmã mais velha Tamara Press - conhecidas como "Irmãs Press" - compôs uma dupla familiar que venceu quase tudo que havia para disputar no atletismo feminino da primeira metade dos anos 60, nas provas de campo e pista. Tamara e Irina colecionaram 26 recordes mundiais entre elas durante seus anos no atletismo. Ela sozinha quebrou o recorde mundial do pentatlo oito vezes e dos 80 m c/ barreiras cinco vezes e as duas foram as primeiras irmãs a ganharem medalhas de ouro nos mesmos Jogos Olímpicos.

## Carreira
Atleta versátil, competia em provas de velocidade, saltos e arremesso de peso, e com isso passou a se dedicar ao pentatlo, então uma nova modalidade do atletismo feminino, que estrearia como prova olímpica em Tóquio 1964, além da prova com barreiras. Disputando os 400 m e o pentatlo desde os 16 anos, primeiro em Kharkov depois em Leningrado, para onde se mudou com a irmã por melhores condições de treinamento, Irina apareceu no cenário do atletismo internacional em 1958, aos 19 anos, quando conquistou a medalha de ouro no pentatlo, disputado pela primeira vez no Campeonato Europeu de Atletismo daquele ano, em Estocolmo.
Nos Jogos Olímpicos de Roma, em 1960, ela conquistou sua primeira vitória olímpica, ao vencer os 80m c/ barreira, depois de marcar o novo recorde olímpico nas semifinais, 10s6. Em 1962, depois de sucessivas vitórias e recordes, Irina se lesionou no joelho e deixou as pistas, indo estudar engenharia em Moscou. Conseguindo se recuperar das contusões, graças aos cuidados e exercícios de seu técnico e mentor V.I.Alekseev, voltou ao atletismo no ano seguinte, com vistas ao Jogos de Tóquio. Durante o período de competições preparatórias, ela quebrou duas vezes o recorde mundial dos 80 m  c/barreira. Em Tóquio 1964, mesmo não tendo sucesso nas barreiras individuais, versátil como era, ficaria em sexto lugar no arremesso de peso - vencido pela irmã Tamara - e ganharia o ouro no pentatlo, marcando 5.246 pontos e estabelecendo novo recorde olímpico e mundial.

## Controvérsia sexual
Press continuou dominando suas provas ao longo dos dois anos seguintes, até que em 1966, após ser instalada a obrigatoriedade do teste de sexo nos campeonatos internacionais pela IAAF, ela e a irmã Tamara desapareceram da cena atlética. O fato causou controvérsias no meio do atletismo, com analistas levantando a hipótese de que as irmãs fossem hermafroditas ou tivessem hormônios masculinos injetados no corpo. Seus detratores passaram a chamá-las de "Irmãos Press". O ceticismo sobre Irina, uma popular figura esportiva em seu país, continuou desde que abandonou o atletismo abruptamente, nunca foi testada e sempre se recusou a responder aos questionamentos feitos por jornalistas ocidentais.
Após encerrar a carreira, ela formou-se em Educação Física e trabalhou como técnica no clube Dynamo e como chefe de departamento no Comitê de Estado para a Cultura Física da URSS. Também trabalhou pra a KGB e na Guarda de Fronteira da União Soviética. Em novembro de 2001, foi condecorada pelo Presidente Vladimir Putin com o título de "Trabalhadora Honorária da Cultura Física da Rússia". Morreu quatro meses depois, em Moscou, aos 64 anos.